# Демпвольф, Отто
Отто Демпвольф (нем. Отто Dempwolff; 25 мая 1871, Пиллау, Пруссия — 27 ноября 1938, Гамбург) — немецкий учёный-лингвист и антрополог, заложивший в своих работах основы современной реконструкции праавстронезийского языка. Профессор (1918). Доктор наук.

## Биография
С 1888 по 1893 гг. обучался в университетах Кёнигсберга, Марбурга, Лейпцига, Берлине и Тюбингене. В 1892 он получил докторскую степень в берлинском университете Фридриха Вильгельма. Служил в армии. Работал судовым врачом на маршруте Европа — Южная Америка. С 1895 года — врач на службе Гвинейской компании (NGC). Позже работал в больнице на островах Барьерного рифа. В 1897 году вышел в отставку и вернулся в Европу.
С 1900 по 1901 год был врачом при императорской колониальной канцелярии. В 1911 году он получил должность преподавателя Азиатско-Африканского института при Гамбургском университете. После первой мировой войны — доцент, читал лекции в университете Гамбурга, где он был заведующим кафедрой индонезийских и тихоокеанских языков. Затем до 1938 года профессор О. Демпвольф был директором семинара по индонезийским и тихоокеанским языкам в Гамбурге.

## Научная деятельность
Первым опубликовал всеобъемлющую теорию, согласно которой многие языки, на которых говорят на Тайване, в Юго-Восточной Азии (Индонезия, Филиппины, Малайзия, Бруней, Восточный Тимор), Океании и на Мадагаскаре (свыше 300 миллионов человек на начало XXI века), может быть прослежена до одного праязыка.
О. Демпвольф в 1-й трети XX в., исходя из представления о праязыке как об «искусственном приеме» (Kunstgriff) сравнения языков, не имеющем отношения к древней языковой реальности, в своих трудах говорил о построении (Aufbau), или конструировании, праязыка.
Реконструкция Демпвольфа ограничивалась звуковой (в основных чертах фонологической) системой праавстронезийского и его словарем. Она изложена в трехтомной «Сравнительной фонетике австронезийского лексического фонда». Кроме того, опубликовал ряд статей по отдельным вопросам праавстронезийской реконструкции.

## Избранные публикации
- Die Sandawe, Linguistisches und ethnographisches Material aus Deutsch Ostafrika, Abhandlungen des Hamburger Kolonialinstituts, Band XXXIV/Heft 19, L. Friederichsen, Hamburg 1916, 180 Seiten.
- Die Lautentsprechungen der indonesischen Lippenlaute in einigen anderen austronesischen Sprachen, Habilitationsschrift, ZfES 2.Beiheft, Dietrich Reimer, Berlin 1920, 96 Seiten.
- Vergleichende Lautlehre des Austronesischen Wortschatzes, Band 1 Induktiver Aufbau einer indonesischen Ursprache, ZfES 15.Beiheft, Dietrich Reimer, Berlin 1934, 124 Seiten.
- Vergleichende Lautlehre des Austronesischen Wortschatzes, Band 2 Deduktive Anwendung des Urindonesischen auf austronesische Einzelsprachen, ZfES 17.Beiheft, Dietrich Reimer, Berlin 1937, 194 Seiten.
- Vergleichende Lautlehre des Austronesischen Wortschatzes, Band 3 Austronesisches Wörterverzeichnis, ZfES 19.Beiheft, Dietrich Reimer, Berlin 1938, 192 Seiten.
- Grammatik der Jabêm-Sprache auf Neuguinea, Abhandlungen für Auslandskunde, Band 50, L. Friederichsen, Hamburg 1939, 92 Seiten.
- Einführung in die malaiische Sprache, ZfES 22.Beiheft, Dietrich Reimer, Berlin 1941, 86 Seiten.
- Induktiver Aufbau des Urbantu, Hrsg. und bearb. von Gerhardt, L. und Roux, J., Köln, Köppe, 1998.
  - Bericht über eine Malaria-Expedition nach Deutsch-Neu-Guinea, Zeitschrift für Hygiene 1904, S 81-132